# WTA Aptos
Das WTA Aptos (offiziell: Northern California Open) war ein Damen-Tennisturnier der WTA Tour, das in Aptos ausgetragen wurde. 

## Siegerliste

### Einzel
| Jahr                  | Siegerin    | Finalgegnerin  | Ergebnis |
| --------------------- | ----------- | -------------- | -------- |
| 1987                  | Elly Hakami | Melissa Gurney | 6:3, 6:4 |
| ↓ Kategorie: Tier V ↓ |             |                |          |
| 1988                  | Sara Gomer  | Robin White    | 6:4, 7:5 |

### Doppel
| Jahr                  | Siegerinnen              | Finalgegnerinnen                | Ergebnis |
| --------------------- | ------------------------ | ------------------------------- | -------- |
| 1987                  | Kathy Jordan Robin White | Lea Antonoplis Barbara Gerken   | 6:1, 6:0 |
| ↓ Kategorie: Tier V ↓ |                          |                                 |          |
| 1988                  | Lise Gregory Ronni Reis  | Patty Fendick Jill Hetherington | 6:3, 6:4 |